# Misja Lanfeusta
Misja Lanfeusta (tytuł org. Lanfeust Quest) – francuski serial animowany wyprodukowany przez DACAPO Productions, DQ Entertainment i Gaumont Animation, powstały na podstawie francuskiej serii komiksowej z gatunku fantasy Lanfeust z Troy (fr. Lanfeust de Troy) autorstwa Scotcha Arlestona i Didiera Tarquina.
Premiera serialu miała miejsce 25 września 2013 roku na francuskim kanale M6. W Polsce serial zadebiutował 4 października 2014 roku na antenie Disney XD.

## Fabuła
Akcja serialu rozgrywa się na planecie Troy, na której wszyscy posiadają magiczne moce. Swoje umiejętności mogą używać jedynie w obecności rady starszych Eckmul. Ludzie mieszkają na planecie wspólnie z trollami, które są stworzeniami cywilizowanymi, a także nie są do nich pozytywnie nastawieni przez co trwa ciągła walka. Młody kowal Lanfeust, który pracuje w kuźni, otrzymuje moc topienia metalu po tym, jak wykuwa miecz z kości Magohamotha. Młodzieniec postanawia wyruszyć na niezwykłą misję, aby powstrzymać podstępnego pirata Thanosa.

## Postacie pozytywne
- Lanfeust – główny bohater serialu, jest troszkę dziecinny co widać w kilku odcinkach. Nicolede, znalazł go pod drzwiami swojego domu gdy był jeszcze bardzo mały. Często gubi swój Medalion. Ma niebieskie oczy i czerwono-czarne włosy.
- Nicolede – były mędrzec. Niebiologiczny ojciec Lanfeusta. Jest bardzo mądry. W odcinku "Zakazane zaklęcie" dowiadujemy się, że został wygnany z miasta na 20 lat, z powodu poznania zaklęcia, które powoduje blokowanie mocy. Ma zielone oczy, białe włosy oraz brodę.
- Hébus – jasnobrązowy Troll. Młodszy brat Kholesa. Jest bardzo miły i nie lubi wody. W odcinku "Polowanie na trolla" Thanos wysyła smoka, który oblewając go wodą, zdejmuje z niego zaklęcie, którym zaczarował go Nicolede.
- C’ian – młodsza siostra Cixi. Włada mocą leczenia. Jej ulubioną bronią są Patelnie. Ma czerwone oczy i blond włosy.
- Cixi- starsza siostra C'ian. Posiada moc lodu. Walczy długim kijem. W odcinku "Pan Kupidyn" za sprawą czarów, zakochuje się w Lanfeuście. Ma zielone oczy i czarne włosy.
- Or Azur – rycerz a zarazem, przyjaciel Lanfeusta. W odcinku "Bohaterowie i spółka" jest tajemniczym wybawicielem miasta, i przy tym robi konkurencje drużynie  Lanfeusta. Pokazuje się również w odcinku 1 i 14.
- Kholes – niebieski Troll. Starszy brat Hébusa, oraz przyjaciel Lanfeusta. W pierwszej części odcinku "Czarne Słońce " zostaje zaczarowany przez Thanosa, który rozkazuje mu napaść na Eckmul. Jednak później zostaje odczarowany, przez C'ian.
- Loygood – kapitan straży w Eckmulu. Jest bardzo umięśniony. Dosiada smoka Talikusa. W odcinku "Bohater Loygood" zostaje usunięty ze straży przez Avrrosa. Jednak pod koniec odcinka Lanfeust przywraca go do służby.
- Gayan – chłopiec, posiadający moc blokady mocy innych ludzi. Ukazuje się w odcinku "Złodziejaszek". Przyjaciel drużyny Lanfeusta.
- Pan Kupidyn – niski, zakapturzony mężczyzna. Posiada moc miłości. Twierdził, że jest brzydki. Sprawił, że większość mieszkańców i w tym także, drużyna Lanfeusta zakochali się w sobie nawzajem. Ostatecznie zdjął ze wszystkich zaklęcie, i dzięki Lanfeustowi zrozumiał, że piękno nie tkwi w wyglądzie człowieka, tylko w jego wnętrzu. Ukazuje się w 2 odcinku.

## Postacie negatywne
- Averroes – należy do rady Eckmulu. Jest byłym przyjacielem Nicoleda. W drugiej części odcinka  "Czarne Słońce" okazał się być Thanosem.
- Murne – wojowniczka Thanosa. Jej mocą jest zdolność metamorfozy.
- Groag i Gruig – dwa nie za mądre trolle Thanosa.
- Scamot – znany w mieście z kradzieży. Włada mocą niewidzialności.

## Wersja polska
Wersja polska: SDI Media Polska

Reżyseria: Wojciech Paszkowski

Dialogi: Artur Warski

Koordynacja produkcji: Ewa Krawczyk

Wystąpili:
- Krzysztof Szczepaniak – Lanfeust
- Mieczysław Morański – Nicolede
- Przemysław Nikiel – Hébus
- Zofia Zborowska – C’ian
- Anna Sztejner – Murne
- Waldemar Barwiński – Thanos
- Dominika Kluźniak – Cixi
- Grzegorz Kwiecień – Or Azur
- Karol Wróblewski –
  - Averroes,
  - Trololo
- Jakub Szydłowski –
  - Gramblot,
  - Loygood,
  - Kholes
- Klaudiusz Kaufmann – Kupidyn
- Tomasz Steciuk – Mocarny Tost Francis
- Miłogost Reczek – Plomynthe
- Paweł Kubat – Scamot
- Mikołaj Klimek – trolle
- Olga Omeljaniec – Freda
- Janusz Wituch –
  - Stentor,
  - mężczyzna 4,
  - mężczyzna 5,
  - mężczyzna z centrum miasta
- Cezary Kwieciński – Groag
- Jacek Król – Gruig
- Grzegorz Drojewski – Poppet
- Krzysztof Bartłomiejczyk –
  - Bascrean,
  - różne głosy
- Krzysztof Szczerbiński – trolle
- Wojciech Chorąży – różne głosy
- Agata Pruchniewska – różne głosy
- Anna Wodzyńska – różne głosy
- Franciszek Dziduch – Gayan
- Robert Tondera – wujek Gayana
- Wojciech Machnicki – Wilbur
- Mateusz Rusin

Lektor: Miłogost Reczek

## Spis odcinków
| Premiera odcinka | N/o | Polski tytuł                | Angielski tytuł        |
| ---------------- | --- | --------------------------- | ---------------------- |
| SERIA PIERWSZA   |     |                             |                        |
| 06.10.2014       | 01  | Moc nad mocami              | Ultimate Power         |
| 04.10.2014       | 02  | Pan Kupidyn                 | Mr Cupid               |
| 08.10.2014       | 03  | Nicość                      | In Limbo               |
| 09.10.2014       | 04  | Braterska walka             | Brothers in Arms       |
| 10.10.2014       | 05  | Trollimpiada                | Trollympics            |
| 11.10.2014       | 06  | Mały smok                   | The Little Dragon      |
| 12.10.2014       | 07  | Zanik mocy                  | The Big Blackout       |
| 13.10.2014       | 08  | Złoty wał                   | Mastercrock            |
| 14.10.2014       | 09  | Smocza łza                  | The Tear of the Dragon |
| 15.10.2014       | 10  | Bohaterowie i spółka        | Heroes Inc.            |
| 10.11.2014       | 11  | Pętla czasu                 | Time Warp              |
| 11.11.2014       | 12  | Thanfeust                   | Thanfeust              |
| 12.11.2014       | 13  | Lanfeust kontra Nalfeust    | Lanfeust Vs Nalfeust   |
| 13.11.2014       | 14  | Dziedzictwo Or Azura        | The Legacy of Or Azur  |
| 14.11.2014       | 15  | Łapać złodzieja             | Stop Thief!            |
| 02.02.2015       | 16  | Zakazane zaklęcie           | The Forbidden Spell    |
| 03.02.2015       | 17  | Wroga przyjaźń              | Frenemies              |
| 04.02.2015       | 18  | Rycerz Lanfeust             | Lanfeust the Knight    |
| 05.02.2015       | 19  | Złodziejaszek               | The Troublemaker       |
| 06.02.2015       | 20  | Bohater Loygood             | Loygood, the Hero      |
| 09.02.2015       | 21  | Serce tytana                | Heart of the Titan     |
| 10.02.2015       | 22  | Nie ma jak w latającym domu | Home Sweet Flying Home |
| 11.02.2015       | 23  | Fifi                        | Fifine                 |
| 12.02.2015       | 24  | Polowanie na Trolla         | Troll Hunt             |
| 13.02.2015       | 25  | Czarne słońce               | Black Sun              |
| 16.02.2015       | 26  | Czarne słońce               | Black Sun              |